# Aida (polski serial telewizyjny)
Aida – polski serial komediowy wyprodukowany w 2011, który swoją premierę miał 4 marca 2012 na antenie TVP2.
Serial jest adaptacją hiszpańskiego serialu Aída z 2005.

## Fabuła
Akcja serialu toczy się na przedmieściach wielkiego miasta. Aida (Sonia Bohosiewicz), po burzliwym rozwodzie, wprowadza się z dwójką dzieci do swojej matki Kaliny (Iwona Bielska), niespełnionej artystki operowej, obwiniającej córkę o wszelkie swoje niepowodzenia. Konflikt obu pań podgrzewa atmosferę w domu. W ciężkim chwilach Aidę wspierają przyjaciele mieszkający w kamienicy, w której razem dorastali.

## Obsada
| Aktor                 | Rola                            |
| --------------------- | ------------------------------- |
| Sonia Bohosiewicz     | Aida Misztal                    |
| Iwona Bielska         | Kalina Misztal, matka Aidy      |
| Michał Zieliński      | Antek Misztal, brat Aidy        |
| Tomasz Sapryk         | Zbigniew Zibi Krawczyk          |
| Sebastian Konrad      | Sebastian Seba Zając            |
| Katarzyna Kwiatkowska | Paulina Zych, przyjaciółka Aidy |
| Maja Bohosiewicz      | Aneta Misztal, córka Aidy       |
| Jakub Wróblewski      | Remik Misztal, syn Aidy         |
| Ilja Zmiejew          | Sasza Kołodziej                 |
| Jan Rotowski          | Krystian Molak                  |
| Cynthia Kuźniak       | Nelka                           |
| Elena Leszczyńska     | Swieta                          |

## Role epizodyczne
| Aktor                 | Rola                   | Status      |
| --------------------- | ---------------------- | ----------- |
| Sławomir Holland      | ksiądz                 | odc. 1, 13  |
| Paweł Burczyk         | prezes Jerzy Patatyn   | odc. 2      |
| Sławomir Grzymkowski  | przedstawiciel firmy   | odc. 3      |
| Małgorzata Kocik      | przedstawicielka firmy | odc. 3      |
| Marcin Łomnicki       | sekretarz              | odc. 3      |
| Rafał Iwaniuk         | Borys Maruszkiewicz    | odc. 4      |
| Bogusław Parchimowicz | Świadek Jehowy         | odc. 4      |
| Małgorzata Sadowska   | Danka                  | odc. 5      |
| Michał Czernecki      | listonosz              | odc. 5      |
| Adam Molak            | konferansjer           | odc. 5      |
| Iwo Pawłowski         | Gienio                 | odc. 7      |
| Sylwester Matulka     | gość w barze           | odc. 7      |
| Artur Bachański       | listonosz              | odc. 7      |
| Lech Dyblik           | bezdomny               | odc. 7      |
| Marek Kempisty        | policjant              | odc. 7      |
| Sławomir Gwizdak      | policjant              | odc. 7      |
| Tomasz Preniasz       | jąkała                 | odc. 8      |
| Marcin Piejaś         | cwaniak                | odc. 8      |
| Magdalena Kacprzak    | Bożena                 | odc. 8      |
| Maciej Stok-Stokowiec | Jasiek                 | odc. 8      |
| Artur Łodyga          | Marek                  | odc. 9      |
| Rafał Sisicki         | kolega Marka           | odc. 9      |
| Anna Oberc            | Roksana                | odc. 9      |
| Anna Romantowska      | Kazimiera              | odc. 10     |
| Witold Wieliński      | szef infolinii         | odc. 10     |
| Xawery Żuławski       | klient agencji         | odc. 10     |
| Dominika Figurska     | Teresa                 | odc. 11     |
| Wez Kombo             | trener                 | odc. 11     |
| Antoni Wilkoński      | Robert                 | odc. 11     |
| Michał Włodarczyk     | Stefaniak              | odc. 11, 13 |
| Filip Woźnica         | kolega Remika          | odc. 11     |
| Krystian Kostow       | kolega Remika          | odc. 11     |
| Ludwik Plater         | klient w barze         | odc. 11     |
| Barbara Babilińska    | dyrektor biura badań   | odc. 12     |
| Jacek Rozenek         | Miłosz                 | odc. 12     |
| Arkadiusz Cyran       | klient w barze         | odc. 12     |
| Sylwia Złotucha       | dziewczyna z tortu     | odc. 13     |